# Cruz del corazón
La cruz del corazón, crux cordis o cruz de Hass es la zona en la cara posterior anterior del corazón donde el surco coronario (el surco que separa las aurículas de los ventrículos) y el surco interventricular posterior (el surco que separa el ventrículo izquierdo del derecho) se encuentran.
- Datos: Q3698799